# Società italiana di Medicina fisica e riabilitativa
La Società italiana di Medicina fisica e riabilitativa, in sigla SIMFER, è l’associazione scientifica dei medici che operano nell’ambito della Medicina Fisica e Riabilitativa. Ha sede in Roma ed è stata costituita a Torino nel 1958.
La SIMFER pubblica la rivista scientifica trimestrale European Journal of Physical and Rehabilitation Medicine (fino al 2007 Europa Medico-Physica), che è anche la rivista ufficiale della Federazione Europea di Medicina Fisica e Riabilitazione (European Society of Physical & Rehabilitation Medicine) e il Giornale Italiano di Medicina Riabilitativa, rivista di formazione, aggiornamento professionale ed informazione della Simfer che esce in fascicoli trimestrali. 